# Donald Yamamoto

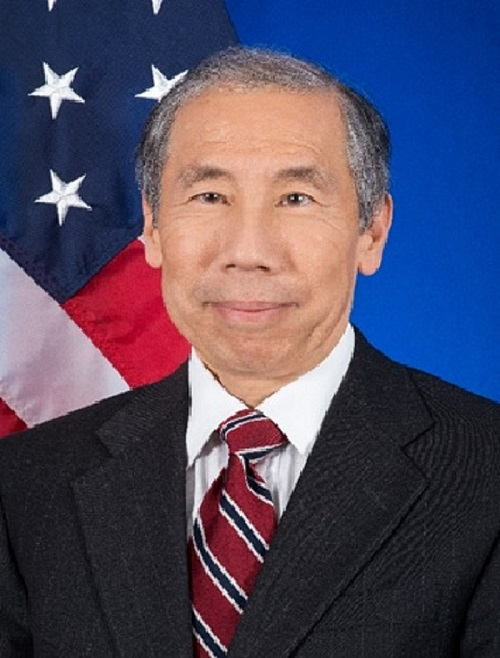
Donald Y. Yamamoto

Donald Y. Yamamoto (* 1953 in Seattle, Washington) ist ein US-amerikanischer Diplomat., der von 2018 bis 2021 als Botschafter der Vereinigten Staaten in Somalia tätig war.

## Bildung
Yamamoto wuchs in New York City auf und studierte an der Columbia University Chinesisch, Japanisch, Arabisch und Französisch. Anschließend machte er einen Master-Abschluss in Internationalen Angelegenheiten. 1980 trat er in den Auswärtigen Dienst ein. 1996 absolvierte er eine Fortbildung am National War College.

## Leben
Zwischen 1997 und 1998 amtierte Yamamoto als kommissarischer Geschäftsträger in Eritrea. Von 1998 bis 2000 war er stellvertretender Direktor für ostafrikanische Angelegenheiten in Washington. Zwischen 2000 und 2003 fungierte er als US-Botschafter in Dschibuti, von 2006 bis 2009 dann als Botschafter in Äthiopien. Ernannt wurde er vom damaligen Präsidenten George W. Bush.
Yamamoto war der erste Regierungsbeamte, der die Vorwürfe des Tschad gegen den Sudan stützte, als er sagte: „It is evident that there was safe haven and logistical support provided to rebel groups.“ (AFP-Meldung 2006) Für seine Beiträge zur Konfliktlösung in Afrika erhielt er den Robert-Frasure-Gedenkpreis 2006.
Vom 30. März 2013 bis 5. August 2013 ehemaliger stellvertretender Staatssekretär für afrikanische Angelegenheiten, des Weiteren war er von 2014 bis 2015 in leitenden Positionen in Kabul, Mazar e-Scharif und Bagram. Daraufhin war Yamamoto von 2015 bis 2016 als leitender Berater des Generaldirektors des Auswärtigen Amtes für die Personalreform tätig; Außerdem war er in diesem Zeitraum bei Mission Somalia in Mogadischu tätig.
Zwischen 2016 und 2017 war er als Senior Vice President of International Programs and Outreach an der National Defense University.
Zwischen dem 3. September 2017 und dem 23. Juli 2018 war Yamamoto außerdem der amtierende stellvertretende Staatssekretär für afrikanische Angelegenheiten.
Yamamoto ist verheiratet und hat zwei Kinder.